# Campo Quijano

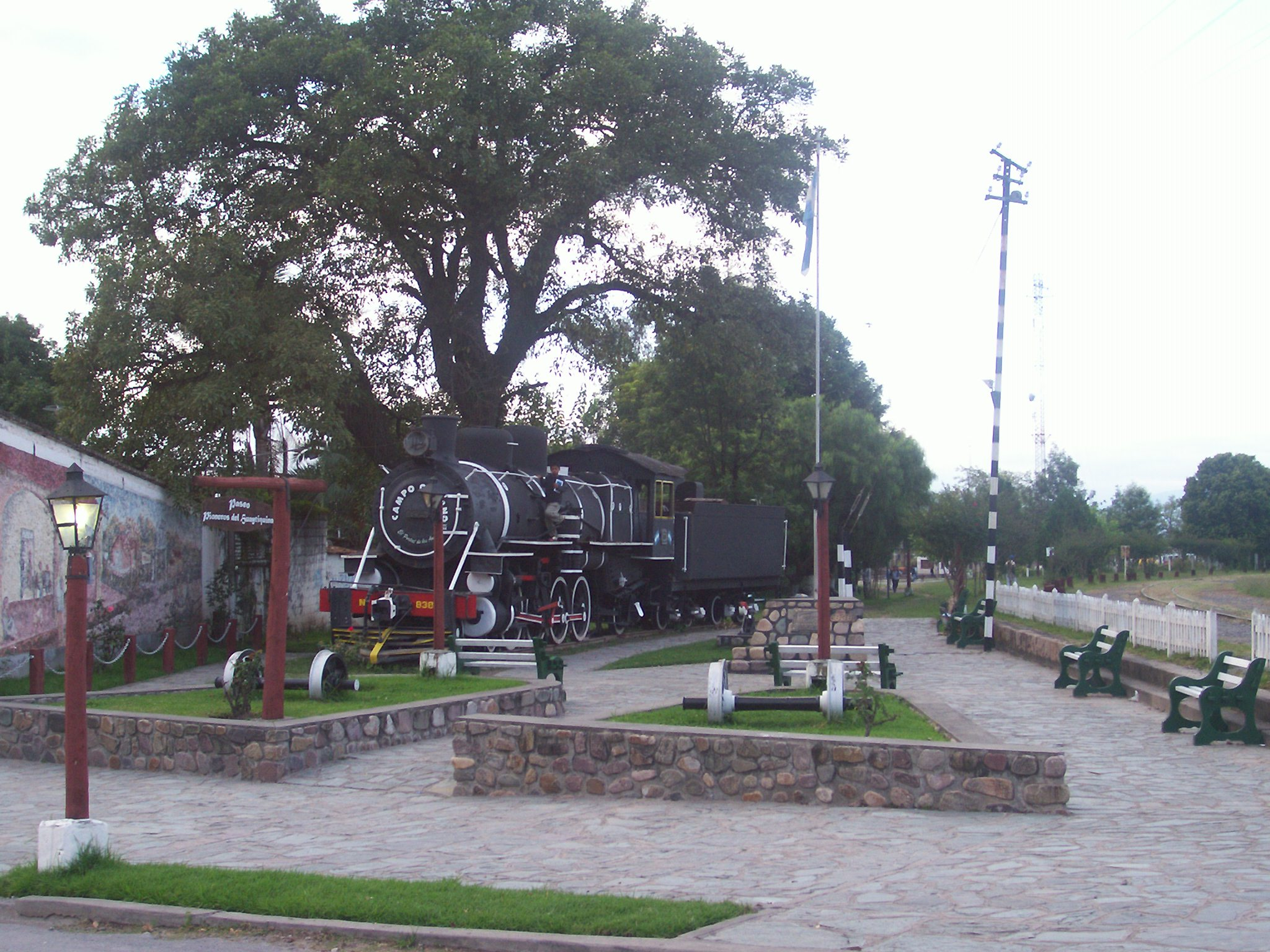
Antiga locomotiva do Trem das Nuvens, próxima à estação ferroviária de Campo Quijano.

Campo Quijano é um município da província de Salta, na Argentina.